# Hospital Municipal Ouro Verde
O Hospital Municipal Ouro Verde é um hospital público municipal, localizado na cidade de Campinas, no distrito do Ouro Verde. Atende, por mês, cerca de 18 mil pacientes no seu Pronto Socorro. Além disso, são cerca de 300 cirurgias mensais.
A construção do hospital é modular, ou seja, formada por módulos que podem ir se agregando ao prédio principal, ao mesmo tempo que novos serviços vão sendo implantados. Projetado para ter 220 leitos, o hospital enfrentou desde falta de recursos até problemas com licitação das obras, o que atrasou o cronograma inicial. O projeto original previa investimentos de US$ 29,7 milhões, além de outros US$ 14,2 milhões em equipamentos.

## História

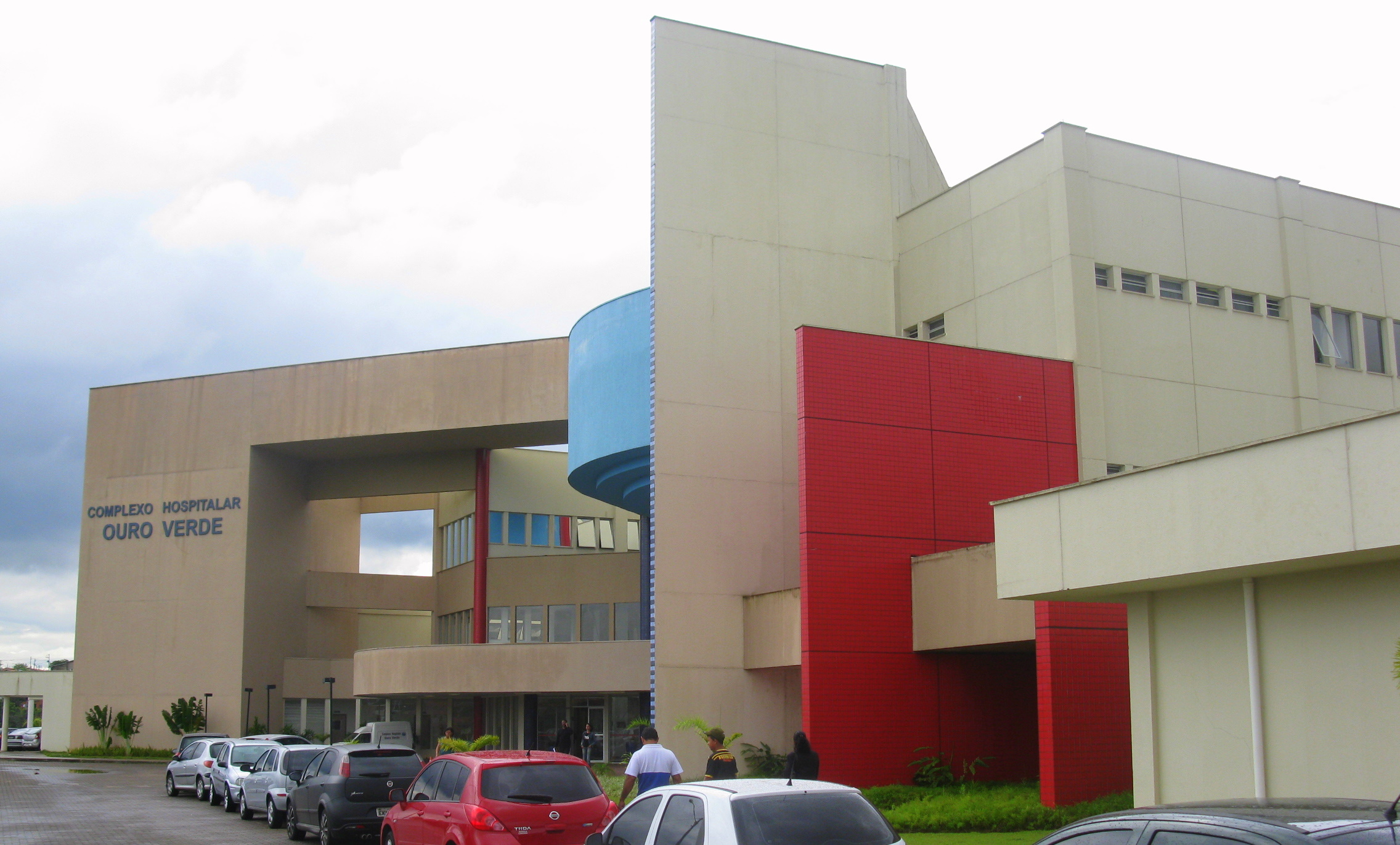
Vista lateral da entrado do complexo hospitalar.

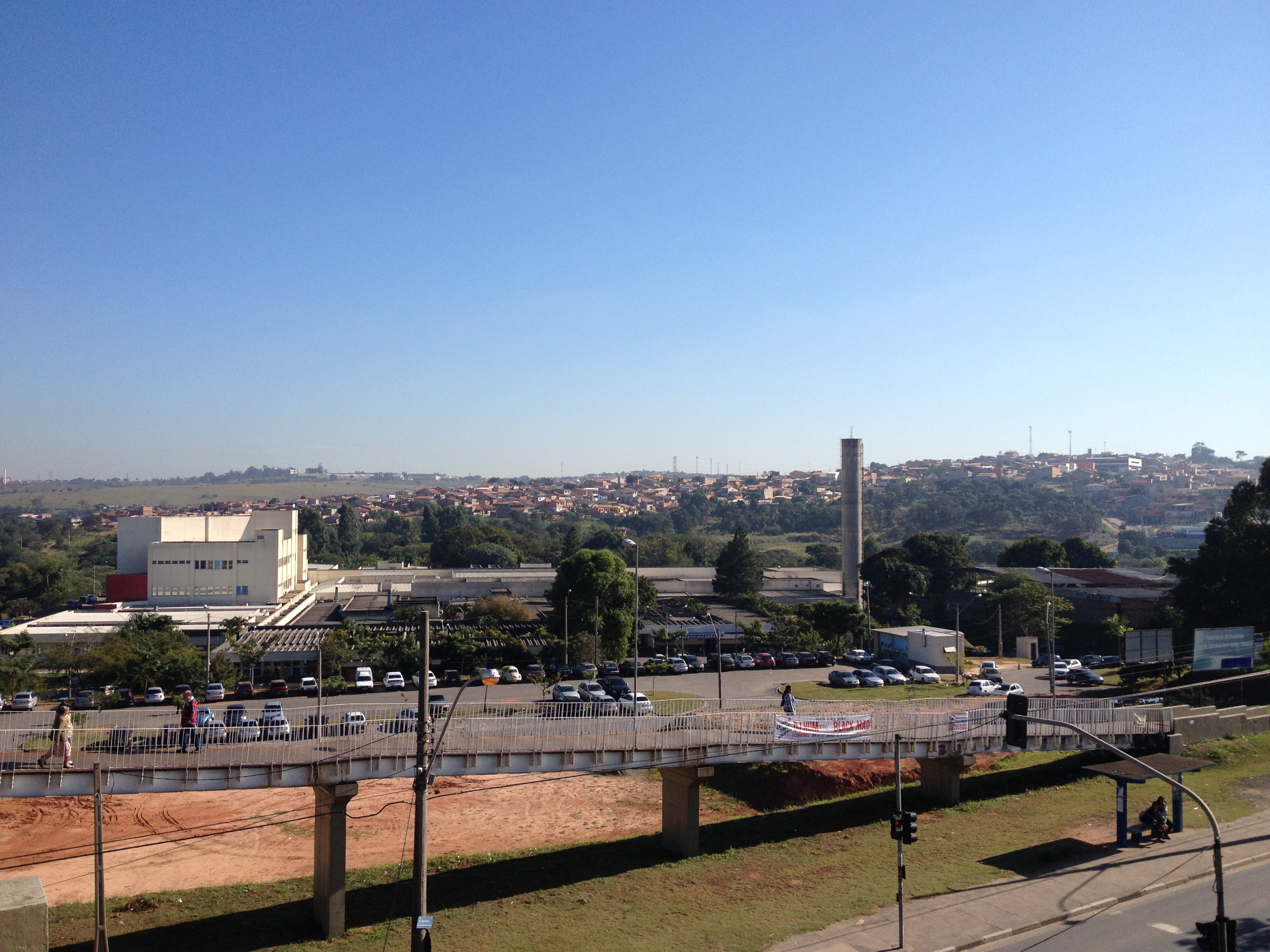
Vista panorâmica do complexo hospitalar.

A preparação, com aquisição de terreno para a implantação do hospital foi iniciado em 1989, no governo de Jacó Bittar, mas as obras só tiveram início em 1991. A construção parou em 1992 e foi retomada em 1995, com previsão de estar concluída em sua totalidade no ano seguinte. No governo do PSDB foi construído, em 1996, o pronto-socorro com apenas 20 leitos de retaguarda e uma policlínica.
A construção de fato do hospital começou em 2006 e só foi inaugurado em 10 de junho de 2008, pelo então presidente Luiz Inácio Lula da Silva, o ministro da Saúde José Gomes Temporão, o prefeito de Campinas Hélio de Oliveira Santos e o secretário municipal de Saúde José Francisco Kerr Saraiva. Na época a unidade começou a funcionar com 20% de sua capacidade e 219 leitos. A Sociedade Paulista para o Desenvolvimento da Medicina/Universidade Federal Paulista (SPDM/Unifesp) assumiu a gestão do hospital na época. 
Em 2015 a prefeitura abriu um chamamento com a intenção de selecionar uma Organização Social para assumir a gestão do Hospital Ouro Verde, com base na lei, que foi publicada no dia 20 de março e é de autoria do executivo. A proposta foi aprovada na Câmara de Vereadores em duas sessões extraordinárias, sendo que um dos questionamentos, de manifestantes e vereadores que fazem oposição ao prefeito, foi em relação à rapidez do processo de tramitação da lei e, consequentemente, falta de discussão sobre o assunto. Houve protesto na cidade.
A partir do dia 02 de maio de 2016 teve início o período de um mês de transição da gestão da Associação Paulista para Desenvolvimento da Medicina (SPDM) para a Organização Social Vitale Saúde (OS), e no dia 01 de junho o Hospital passou a ser administrado em definitivo pela OS. O contrato de gestão foi de R$ 10.9 milhões mensais, com duração de até cinco anos e renovações por período, foi assinado pelo prefeito de Campinas, Jonas Donizette.

## Crise: Operação Ouro Verde
O ano de 2017 foi um dos piores anos para a área de saúde do município de Campinas. O Hospital Ouro Verde foi alvo de operação do Grupo de Atuação Especial de Combate ao Crime Organizado (Gaeco) em novembro e, segundo o promotor Daniel Zulian, foi constatado que um grupo ligado à Vitale usava a entidade para desviar recursos por meio de consultorias que nunca existiram. A Organização Social (OS) Vitale, gestora do hospital, teve o contrato rescindido pela prefeitura.  A má gestão da Vitale gerou uma greve dos funcionários do hospital, por conta do atraso no pagamento de salários e benefícios.
Graças a operação do Ministério Público (MP) o atual prefeito da cidade Jonas Donizette foi investigado após ser citado por empresários em supostas negociações para favorecer Vitale. Foi apreendido R$ 1,2 milhão na casa do diretor da Secretaria de Saúde, Anésio Corat Júnior, que foi exonerado do cargo. Seis empresários investigados cumprem prisão preventiva e foram denunciados à 4ª Vara Criminal de Campinas, pelos crimes de organização criminosa, fraude à licitação, falsidade ideológica e peculato. Entre eles está Fernando Vitor Torres Nogueira Franco, que teve dois carros, modelos Ferrari e BMW, apreendidos no dia em que ocorreu a 1ª fase da "Operação Ouro Verde".

## Instalações
O complexo hospitalar de Campinas tem cerca de 1,4 mil funcionários e 250 leitos. Oferece consultas nas especialidades de ortopedia, pneumologia, dermatologia, proctologia, urologia, cirurgia pediátrica, cirurgia geral, pneumologia, entre outros. Também oferece exames de colonoscopia, audiometria, ultrassonografia, teste ergométrico, mamografia, etc.

## Endereço
O Hospital Municipal Ouro Verde localiza-se na avenida Ruy Rodrigues, 3434 Chacará são josé em Campinas, São Paulo.